# 依戀
《依戀》是香港歌手劉小慧的第六張粵語專輯，在1994年9月20日推出，是她轉投博德曼音樂)（BMG）後首張專輯。第一主打為專輯同名歌曲《分手不需再流淚》，第二主打為《口不對心》，第三主打為《依戀》。劉小慧憑此專輯首次奪得白金銷量，人氣攀升。

## 曲目
| 曲序 | 曲名                         | 曲            | 詞     | 編曲     | 附註 |
| 01   | 依戀                         | Elsa Lunghini | 潘偉源 | 盧東尼   | 國語版為《冷窗前的喜帖》 改編自Elsa的《Rien Que Pour Ça （页面存档备份，存于）》                                         |
| 02   | 分手不須再流淚               | 竹內瑪莉亞    | 李敏   | 盧東尼   | 第一主打 同曲曲目：草蜢《超時空戀人》 國語版為《不會為你再心痛》 改編自竹內瑪莉亞的《時空の旅人 （页面存档备份，存于）》 |
| 03   | 口不對心                     | 林慕德        | 張美賢 | 林慕德   | 第二主打 國語版為《情深似海》                                                                                            |
| 04   | 愛似風消逝                   | 都志見隆      | 潘偉源 | David Ma | 改編自工藤靜香@小貓俱樂部的《Blue Rose》                                                                                 |
| 05   | 誰人能這麼刻意假到底         | 游鴻明        | 陳少琪 | 甘志偉   | 改編自裘海正和游鴻明《愛我的人和我愛的人》                                                                               |
| 06   | 算甚麼態度                   | 西木榮二      | 李敏   | 小東     | 原曲為本田美奈子的《悲しみSWING》 同曲曲目：周慧敏《悲哀搖擺》                                                           |
| 07   | 真眼淚．假說話               | 吳旭文        | 林夕   | 甘志偉   | |
| 08   | 貝殼                         | 馬怡靜        | 潘偉源 | 甘志偉   | |
| 09   | 心靈相通                     | 米米CLUB      | 李敏   | 甘志偉   | 動畫《幻法雙子星》主題曲 改編自米米Club的《Sure Dance》                                                                  |
| 10   | 分手不須再流淚（French Mix） | 竹內瑪莉亞    | 李敏   | 小東     | 台灣CD版改為收錄與伊正合唱的《愛你一萬年》                                                                               |

## 唱片版本
- CD版
- 錄音帶版

## 音樂錄影帶
- 分手不須再流淚
- 口不對心